# Géza Molnár (Pfarrer)
Géza Ákos Molnár ist ein österreichischer Pfarrer und Rhetoriktrainer. Er war evangelischer Militärpfarrer des Burgenlands.
Molnár studierte von 1980 bis 1984 Evangelische Theologie und Lehramt an der Universität Wien und in Tübingen. Danach war er als Pastor und Religionslehrer tätig. Von 1988 bis 1990 wurde er an der Wiener Neustädter Militärakademie (TherMilAk) und der Wiener Landesverteidigungsakademie (LVAk) zum Offizier des Militärseelsorgedienstes ausgebildet. Im Anschluss diente er als Offizier des Militärseelsorgedienstes (OdMSD) im österreichischen Bundesheer. 1990 kam er zum Korpskommando I in Graz. 1995 wechselte er zum Militärkommando Burgenland (MilKdo B) in Eisenstadt; damit bekam das Land erstmals einen hauptamtlichen evangelischen  Militärseelsorger. Während der Jugoslawienkriege 1991 und 1996 war er im Rahmen des Assistenzeinsatzes Grenzraumüberwachung an der österreichischen Grenze und erstmals in der Geschichte der Evangelischen Kirche in Österreich in Bosnien als Militäroberkurat (entspricht dem Dienstgrad eines Majors) zur Betreuung und Seelsorge eingesetzt.
Molnár wurde Ende der 1990er Jahre von FPÖ-Politiker Norbert Hofer, mit dem er privat bekannt war, für Rhetoriktrainings engagiert.
Im Jahr 2002 wurde Molnár durch einen Artikel des Nachrichtenmagazins profil öffentlich bekannt, der einschlägige Aufnahmen mit einer Partnerin auf mehreren Seiten aus dem Jahr 1999 im Sexmagazin ÖKM recherchierte und belegte. Molnár rechtfertige sich damit, dass er vor einiger Zeit „große machomäßige Dummheiten hinter“ sich habe. Dennoch wurde er aufgrund dieser Affäre im Jahr 2002 suspendiert. Außerdem leitete das Militärkommando Burgenland ein Disziplinarverfahren ein, weil er das Ansehen des Bundesheeres geschädigt hat. Überdies gab er sein Amt als Militäroberpfarrer (entspricht dem Dienstgrad eines Oberstleutnants) der Evangelischen Kirche A.B. zurück, damit er nicht enthoben wird. Mit Verzicht auf alle Rechte ist er letztlich aus dem Bundesheer ausgetreten. Der Skandal wurde in der regionalen und überregionalen österreichischen Presse aufgegriffen.
1999/2000 wurde er im Rahmen des CiT-Management-Individual-Trainings ausgebildet. Seit 2002 ist er mit einem – auch in den Medien wahrgenommenen – Beratungsunternehmen (dynamis) selbstständiger Rhetorik- und Führungscoach in Wien.
Molnár ist verheiratet. Einer seiner beiden Söhne ist der gleichnamige burgenländische Politiker Géza Molnár (* 1984), der wiederum als „Hofer-Protégé“ gilt.

## Veröffentlichungen
- mit Karl-Reinhart Trauner: Zu den Anliegen Martin Luthers. Zum 450. Todestag des Reformators. In: Ethica  1996, S. 41–49.